# Efraín Recinos
Efraín Enrique Recinos Valenzuela (Quetzaltenango, 15 de mayo de 1928 - Ciudad de Guatemala, 2 de octubre de 2011) conocido como Efraín Recinos, fue un ingeniero, urbanista, pintor, escultor, muralista, escenógrafo, inventor y homo universalis guatemalteco. Destacó en el deporte; siendo plusmarquista nacional, atleta olímpico en triatlón, seleccionado nacional de básquetbol y fondista. Ejerció también como profesor de matemáticas y construcción, pero su legado máximo lo alcanza por su protagonismo en la práctica y enseñanza de la arquitectura urbana, siendo uno de los precursores de esta en su país.
Calificado como un Hombre Renacentista, Recinos nunca gustó de ser centro de atención, ni buscó fama en su trabajo. No obstante, debido a la magnitud de su obra, la relevancia de su ingenio y el tamaño de sus creaciones, Recinos no pasa desapercibido en el paisaje urbano, siendo sus obras detalles característicos de la Ciudad Capital de Guatemala.

## Biografía
Su padre fue hombre de grandes ideas; muy avanzadas para su época, de origen humilde, pero muy habilidoso, soñador e idealista, guardaba todo lo que hacía su “Quiquito”.  No lo envió a la escuela a temprana edad, porque creía que los otros niños lo podían mal influenciar. Debido a su trabajo, la familia se mudó en muchas ocasiones, ello permitió que los grandes amigos de Efraín, fueran los lápices y, en mejores tiempos, los crayones. 
Así, Efraín hijo, a sus escasos 5 años se inició en el arte cuando dibujaba terribles monstruos, guerras, soldados y grandes batallas.  Con los años, las figuras se convirtieron en hermosas damas, retratos y héroes.  Su dibujo fue autodidacta, lleno de detalles y colores, aplicaba con gran dominio y sentido común el libre uso de la perspectiva sus trazos estuvieron siempre alejados de la influencia de su padre.
Aprendió a leer y escribir con gran soltura a sus 7 años de edad. La marimba, el violín y la mandolina fueron instrumentos que sus manos empezaron a acariciar en el seno de su hogar junto a sus hermanas Clemencia y Ana María y su padre.
A sus 9 años de edad empieza a hacer pequeños paisajes al óleo. Luego a sus 13 años, superó en edad a sus compañeros de cuarto grado de primaria en la Escuela Costa Rica, de Quetzaltenango. Y dado que había leído el Don Quijote de la Mancha dos veces, en sus juegos utilizaba el cervantino, por lo cual fue tildado de loco. 
Su padre lo inscribió en la Escuela Nacional de Artes Plásticas de Guatemala para que estudiara dibujo y escultura.  Contrario a su experiencia en la escuela, aquí él fue el menor de sus compañeros, todos adultos, por lo que recibió siempre duras críticas por parte de sus maestros, quienes le gritaban y destruían su labor. Lo cual le provocaba mucha frustración.
Siendo adolescente, entre 1946 y 1950, hizo retratos de las jóvenes de las que estuvo enamorado, su declaración de amor era hacer el retrato y entregarlo a la dama de sus sueños, pero era ahí cuando desaparecía el amor, hasta que conoció a Elsa, la hermosa joven de quien se enamoró y con quien se casó algunos años después.    
Para comprar materiales de dibujo hacía retratos a crayón de héroes, historietas y personajes políticos que vendía en las calles y con sus compañeros.  Cuando terminó la educación secundaria montó su primera exposición de dibujos al pastel, la cual terminaba con un dibujo de una bomba atómica.   
Cuando cursaba su bachillerato en el Instituto Nacional Central para Varones, donde varias veces fue abanderado, incursionó en el deporte. Según él, nunca tuvo condiciones físicas para el deporte, solo muchas “ganas”, con las cuales logró algunos récords nacionales: 800 metros planos, 400 metros con vallas y 600 metros con obstáculos.   
En 1951 asistió a los Juegos Panamericanos, junto con sus compañeros de la talla de Mateo Flores, y obtuvieron el quinto lugar de la categoría general. 
También se interesó por la práctica de las disciplinas de la arquería, el básquetbol, el patinaje sobre hielo y ajedrez.  
Al concluir su educación media ingresó a la Facultad de Ingeniería de Universidad de San Carlos de Guatemala –en esa época no había Facultad de Arquitectura–. En el año de 1953 se destacó como mejor alumno. 
Un año más tarde, concursó en un certamen, donde presentó una perspectiva de una vivienda en la cual utilizó técnicas de paisajismo aprendidas en la infancia, el premio lo llevó a ser parte de la Dirección de Obras Públicas, entidad del gobierno a cargo de la construcción de la infraestructura en el país. Así inició una carrera como dibujante de presentación arquitectónica, en la cual les hacía las presentaciones a los arquitectos Montes, Pelayo Llarena, Haeussler. En este período involucró a sus propios personajes, que poco a poco se convirtieron en protagonistas de sus creaciones y hoy forman parte de la figuración que lo caracteriza.
En 1956, ganó el examen privado de la carrera de Ingeniería con una Especialización en Estructuras, con lo cual pasó a ser Jefe de la Sección de Diseño en Obras Públicas.  Por las noches y fines de semana pintaba y empezó sumergirse en la escultura.
En 1968, por espacio de casi un año, fue a estudiar cerámica, mosaico y vidrio soplado al Instituto Politécnico de Leicester, Inglaterra. En este tiempo nace su (única) hija, Lorena; hija de su esposa Elsa.

### Muerte inesperada
El viernes 30 de septiembre de 2011, es ingresado en un hospital privado local por complicaciones de una úlcera gastrointestinal. Fue sometido a una operación para detener el daño- La prognosis apuntaba a una respuesta positiva a los medicamentos, descartando así una cirugía mayor. El domingo 2 de octubre de 2011 a las 5:30 de la mañana, Efraín Recinos falleció de un paro cardíaco, falleciendo a los 83 años de edad. Y está enterrado en el Cementerio General.

## Premios
En 1959, participó en un certamen universitario, con el cuadro titulado “Indigestión de tamales”, de donde se desprende una de los miles de anécdotas que adornan su vida: Resultó ganador del certamen, sin embargo, a los miembros del jurado no les gustaba el nombre de la obra ganadora y cometieron la impertinencia de pedirle que se lo cambiara por "Abstracción", a lo cual él, naturalmente, se negó. Sus compañeros le apoyaron y los jurados decidieron dividir el premio entre 3 estudiantes: Americo Giracca, Elmar Rojas y Efraín Recinos.   
En 1962, ganó el primer premio del Certamen Nacional Carlos Valenti, con su cuadro “La Huella de mis antepasados” y, a partir de ese momento, lo empezaron a tomar en cuenta y es así como comenzó a ganar un espacio grande en el mundo del arte.   
En 1963, con su obra “La Noche de los Mayas”, logra afianzarse entre los artistas jóvenes de la época.
En 1964, los organizadores del conocido Certamen Juannio, que apoya obras del Instituto Neurológico de Guatemala, llegaron a su estudio y le invitaron a participar en la subasta.  Él no creía que los cuadros que tenía embodegados pudieran servir, pero ellos se llevaron dos. Durante la subasta y de quetzal en quetzal, el precio se empieza a subir y el cuadro “Diablos Morados” alcanza la exorbitante cantidad para aquella fecha, de Q.400.00. Desde entonces ha colaborado en Juannio.  También ha donado gran cantidad de obras para fines culturales y de beneficencia.   
Premio de la Verapaz del Instituto Guatemalteco de Cultura Hispánica/Centro Cultural de España en Guatemala por su compromiso con la promoción de los derechos económicos, sociales y culturales.
Después de recibir múltiples y muy variados reconocimientos, doctorados, grandes reconocimientos nacionales e internacionales, está organizándose la Fundación Efraín Recinos cuyos objetivos serán fundamentados en el gran postulado ManifestARTE que se basa cuatro grandes pilares:

## Obras destacadas
El más reconocido sería el conjunto del Centro Cultural Miguel Ángel Asturias. En realidad, Recinos se encargó en su diseño y construcción. También cabe resaltar que su intención con esta construcción fue apegarse al paisaje de volcanes y cielo azul de Guatemala.
Entre otras están: Mural Poniente del Crédito Hipotecario Nacional, Murales interiores y exteriores de la terminal aérea La Aurora, Mural de la Biblioteca Nacional, Murales del Conservatorio Nacional de Música, etc.